# Literatura lituana
Literatura lituana és la literatura feta a Lituània en lituà, una llengua indoeuropea parlada a la costa del mar Bàltic.

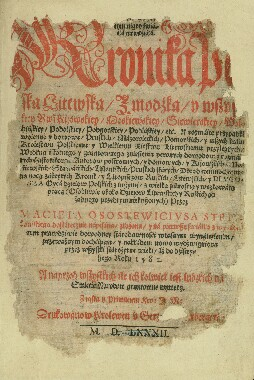
Crònica de Stryjkowski

## Orígens
Com els altres pobles bàltics, abans de l'edat mitjana posseïen un fort desenvolupament de la literatura oral. Les principals mostres artístiques n'eren els raudas, cants funeraris, les kaleda o cants d'any nou, els dainos o cants èpics, les giesmes o balades i les pasakos o llegendes. Altres cants antics eren les lopšinis (cançons de bressol).

## Edat mitjana
Durant els regnats de Gediminas i Algirdas es compongueren nombroses vaidilos i kanklinintai, rapsòdies sacres i profanes de l'època pagana. Hi destacaren les cròniques, com el Lietuvos Metrika ('Annals lituans'), els Litovskomu rodu Počinok ('Principis de la dinastia lituana') i els Lietuvos ir Žemaičių Didžiosios Kuningaikstijos Metraštis ('Annals del Gran Principat de Lituània i Samogítia, 1377-1447'), tots ells compostos entre els segles xiv i xv.

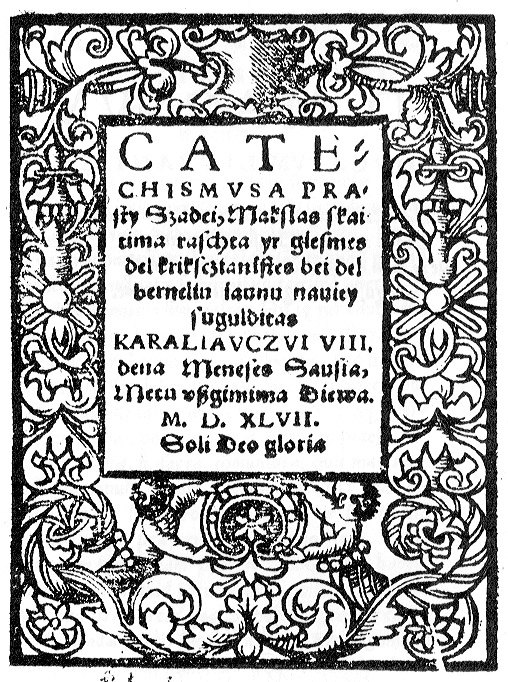
Catecisme de Mažyvidas, primera obra impresa en lituà

## Edat moderna
La creació del Gran Ducat de Lituània no va tenir gaire ressò en la creació d'una literatura nacional en lituà, ja que l'alta cultura era en mans de capellans catòlics i escribes rutens, de manera que es va fer en llatí o rutè. Durant els segles XV i XVI també es compongueren obres de caràcter humanístic i didàctic en llatí, com l’Origo regis Jagyelo et Witholdi ducum Lithuaniae, els Carmen de statura feritate ac venatione bisontis (1526) de Nicolaus Husovianus, les Constitutiones ecclesiae mednicensis de l'espanyol Pedro Ruiz de Moros (mort el 1571), De libertate politica d'Andreas Volanus (mort el 1610), De moribus Tartarorum, Lithuanorum et Moschorum d'un Michalo Lithuanus, i les obres del jesuïta Sarbiauskis.

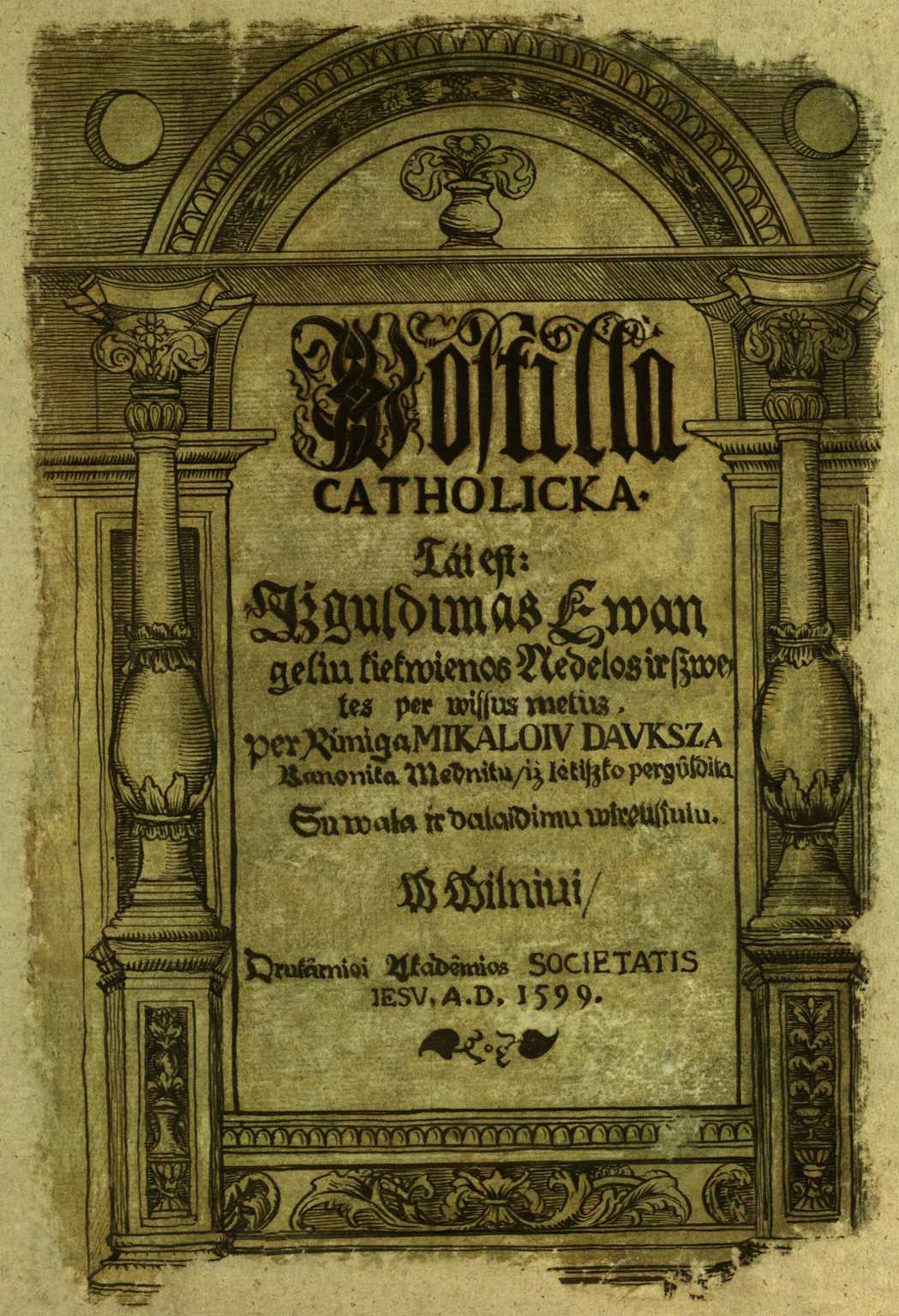
Les Postilė de Daukša, 1599

Fou en aquesta època quan destacaren els primers escrits en lituà. A Prússia oriental destacaren Stanislovas Rapailionis (fl. 1545), que va escriure una Passió de Crist, i Abromas Kulvietis (mort el 1545) de Vílnius, traductor dels Psalms de David. La seva finalitat, però, no era una altra que fer propaganda del protestantisme. D'aquesta manera, Martynas Mažyvidas Vaitkunas (mort el 1563), va traduir al lituà, escrit en alfabet llatí, el Katekizmas de Martí Luter i l'imprimí a Karaliaučius (Königsberg) el 1547 amb el suggestiu títol de Bralei imkiet mani ir skaitikiet ('Germans, germanes, agafeu-me i llegiu-me').
El 1579 el protestant Baltramiejus Vilentas traduí de l'alemany l'Enchiridion de Luter, el mateix any en què Mikalojus Dauksa (1530-1603) va compondre el primer poema profà en lituà, Radivilias, dedicat als Radziwill. Merkelis Giedraitis (fl. 1577-1609), bisbe de Samogítia des del 1577, va fer predicar en lituà per tal d'oposar-se tant a l'expansió del luteranisme com al culte pagà del Šventa ugnis ('Foc sagrat'), i va impulsar la literatura lituana, tot encarregant a Dauksa la composició d'unes Postilė ('Sermons', 1599). Entre el 1579 i el 1590 Jonas Bretkunas (1535-1602) va traduir la Bíblia al lituà, encara que només se'n publicarien els Psalms i unes Colectas. Postilė (1591) a Karaliaučius (Königsberg).

## Els segles XVII-XVIII
Durant el segle xvii destacaria el jesuïta Kastantinas Šyrvydas (1579-1631) de Vílnius, autor d'un Dictionarium trium linguarum/ Lietuviu Kalbos Zodynas (1629), gramàtica i estudi del lituà, i uns Punktai sakimu ('Sermons'). Altres autors foren Saliamonas Slavocinskis (s. XVII) i Jonas Jaknavicius (1598-1668), que facilitaren amb la seva tasca el futur desenvolupament de la llengua estàndard. Mercè a tots ells, el canonge de Tilže (Tilsit), Danielius Kleinas (1610-1666) va compondre la primera Grammatika Lithuanica i una col·lecció de Giesmes ('Cants').
Durant el segle xviii destacaren Juozepas Arnulpas Giedraitis (1754-1838), bisbe de Samogítia, que va fer traduir el Nou Testament al lituà i faria editar la Bíblia en lituà el 1735; Pilypas Rugys (1675-1749) i el seu fill, admirats per Lessing, Goethe i Herder, van redactar un diccionari lituà-alemany i una gramàtica lituana, i entre el 1745 i el 1747 van recollir una compilació de Dainos; també destaca la traducció de les Ezopo Pasakecios (Faules d'Esop, 1706), els autors Antanas Klementas (1756-1823) i S. Stanevicius, autor de Žemaičiu slove ('La glòria dels samogitis'). Però el més destacat, tot i que ja es pot inscriure en el segle següent, és el pastor luterà Kristionas Donelaitis (1713-1780), teòleg i mestre, autor d'unes Aisópas arba pasakos (Faules d'Esop) publicades el 1824 i del recull Metai ('Les quatre estacions'), no publicat fins al 1818 i que comprèn Pavasario linksmybes ('Goigs de primavera'), Vasaros darbai ('Feines d'estiu'), Rudenio gerbes ('Bens de tardor') i Žiemos rupesčiai ('Tristors d'hivern').

## Seglexix

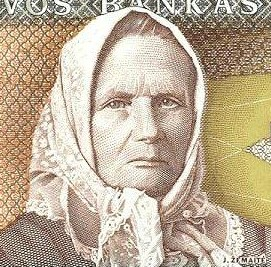
Julija Žemaite

A començaments del segle xix es desenvolupà la moderna literatura lituana. Els primers autors destacats en foren Antanas Stradzas (1763-1833), autor dels poemes Pulkim ant keliu ('Postrat de genolls'), Strazdas ('El tord'), Pavasaris ('Primavera'), Ceguleje ('Puput'), Siratos giesme ('El cant de l'orfe') i Ir atskrido juodas varnas ('Ve volant un corb negre'); i Teodor Narbutt (1754-1864), historiador, però que escriví en polonès Dziege narodu Litewskiego ('Història del poble lituà', 1835-1841), dels orígens lituans fins a la Unió de Lublin.
A aquests els seguiren F. X. Bauzas (1746-1820), canonge de Vílnius i mestre d'història que arribaria a bisbe de Samogítia, que clamaria contra l'abandó de la llengua i compongué Història dels orígens del poble i la llengua lituana (1808); Dionyzas Poška (1757-1833), autor dels poemes Mano darzelyge (Al meu jardí) i Žemaičių Lietuvos mužikas (El pagès de Samogítia i Lituània); Simanas Stanevicius (1799-1848), amb els poemes Arklys ir meška (El cavall i l’os, 1829) i Žemaičių slove (La glòria de Samogítia, 1829); Simonas Daukantas (1793-1864), autor d'una Darbai senųjų lietuvių ir žemaičių ('Els fets dels antics lituans i samogitis', 1822), Istorija žemaitiška ('Història de Samogítia', 1838) i Būdas senovės lietuvių, kalnėnų ir žemaičių ('El caràcter dels antics lituans i samogitis'); Silvestras Valiunas (1790-1833), autor del poema històric Biruté; Liudvikas Gediminas Reza (1777-1840), teòleg i professor de la Universitat de Königsberg, autor d'una Philologisch-kritische Ammerkürgen zur littaunischen Bibel (1816) i recompilador de Dainos, oder littauische volkslieder ('Dainos, o cants populars lituans', 1840); i Paskevicius, jutge de Samogítia i poeta.
L'aparició del diari Keilevis ('El viatjant') facilitarà l'aparició d'una nova generació d'autors lituans, com el bisbe Motiejus Valančius (1801-1875), autor de les narracions Vaiku knygele ('Llibret per a nois i noies', 1868), Paagusiu žmoniu knygele ('Llibre per a adults', 1868), Palangus Junzė ('Josep de Palanga', 1863), Antano Tretingo pasakojimas ('El conte d'Antoni Tretingo', 1872), Žemaicčiu guskupyste ('Història del bisbat de Samogítia') i Zivatai sventuju ('Vides de sants', 1858-1868); el bisbe i poeta Antanas Baranauskas (1835-1902), amb Anskyciu silesis ('El bosc d'Anykščiai', 1858), en què compara l'ús del lituà amb un arbre destruït, Artoju giesmés ('Cants de pagès', 1860) i Kelioné Petersburgan ('Viatge a Sant Petersburg', 1859); Laurynas Uvinskis (1811-1881), activista educatiu autor d'un Matrasčiai ('Almanac'); Antanas Tataré (1805-1889), predicador i narrador.
D'ençà del 1860 s'accentuaren els intents normalitzadors de la llengua. El gramàtic Pričkus Kuršaitis (1806-1884) compondrà la Grammatik der Littauschen sprache ('Gramàtica de la llengua lituana', 1876), primer intent de fixar la llengua escrita, que serà secundat per G. H. F. Nesselman (1811-1881) i August Schleicher (1821-1868), autors de Handbuch der Littauischen sprache ('Manual de la llengua lituana', 1856-1857), però es pot considerar el pare de l'actual lituà estàndard el seu deixeble Jonas Jablonskis (1861-1935), alumne a Moscou de F. Fornatov (1848-1914) i autor de la Lietuvių Kalbos Gramatika ('Gramàtica de la llengua lituana'), publicada el 1922 i considerada des d'aleshores com a oficial.
D'aleshores al final de segle, destacarien per una banda els aušrininkai, formats al voltant de la revista Aušra ('Aurora'), fundada per Jonas Basanavicius (1851-1927), un dels principals propagadors del nacionalisme lituà i autor d'Ožkabaliu Dainos ('Cants d'Ozkabaliai', 1902) i Lietuvišmos pasakos ('Llegenda lituana', 1905); Vincas Pietaris (1850-1902), autor de l'autobiografia Iš mano atsiminimu i de la primera novel·la històrica lituana, Algimantas, publicada als EUA el 1903; i Marija Pečkauskaitė (1878-1930), més coneguda pel pseudònim Šatrijos Ragana, narradora pedagoga deixebla de Forster, autora del diari personal Viktutė (1900-1930), Vincas Stonis (1906) i Senaime dvare ('A la vella hisenda', 1922).
Pel que fa a la revista Varpas (Campana), hi publicaren autors com Vincas Kudirka (1858-1899), autor de l'himne nacional lituà, traductor de Schiller, Byron i Mickiewicz al lituà i autor dels poemes satírics antirussos Tiltas i Viršininkai; el poeta mort prematuramenet Pranas Vaičaitis (1876-1901), els dramaturgs Fromas Gužutis (1822-1900) i Keturakis, autor d'Ameriko pirtyje ('Amèrica al bany', 1895); Gabriele Petkevičaite Bité ("L'abella", 1861-1943), que col·laborà amb Julija Žemaite i escriví la novel·la Ad Astra (1933), i Lazdynu Peleda ('El mussol dels avellaners'), pseudònim de les germanes Ivanauskaités, Sofija Pšibilauskiené (1867-1926) i Marija Lastauskiené (1872-?), autores de les novel·les de caràcter rural Sugriautas gyveninas ('Una vida trencada'), Klajūnas ('El rodamon') i Klaida ('L'error') sobre la revolta del 1905.

## Segle XX
Entre els primers autors del segle destacaren Vilius Storasta Vydūnas (1868-1953), simbolista de Pilkalné (ara Pillkallen) i amic de Gorkij i Baltrušaitis, que veia veritat i amor en els antics símbols aris de la veritat i la llum, que reflectí en obres de teatre com Probočių šešeliai ('Les ombres dels avantpassats', 1901), Juru varpai ('Les campanes del mar', 1914), Amžina ugnis ('Foc etern', 1913), i les obres de caràcter filosòfic Samonė ('La consciència', 1935), Mirtis ir kau toliau ('La mort i el més enllà', 1920) i Slepinga žmogaus didybe ('La misteriosa grandesa de l'home', 1913); Jonas Maciulis Maironis (1862-1932), capellà catòlic i poeta, proclamat pels seus contemporanis Atgimimo dainus ('poeta del renaixement'), i autor de Jaunogi Lietuva ('Jove Lituània', 1907) i Terp skausmu igarbe ('A través del dolor vers la glòria', 1895); Julija Žemaite (1845-1921), autora d'històries naturalistes sobre la vida als pobles, com Rudens vakara ('L'última tardor', 1894), Petras Kurmelis (1898), i Sučiupas velnias ('El diable atrapat', 1898); Jonas Biliūnas (1879-1907), somniador romàntic introductor del marxisme, autor de la narració curta Liūdna pasaka ('Un conte trist', 1906) sobre la revolta lituana del 1863; Juozas Tumas Vaizgantas (1879-1933), capellà patriota i figura pública, fundador del diari Tevynes Sargana ('Guardià de la pàtria', 1896), la revista Žinyčia ('Saber') i el diari Rygos Garsas ('La veu de Riga', 1914), autor dels relats Dédés ir dedienes ('Oncles i tietes') i la novel·la Pragiedugliai ('Clarors', 1920); i Julijonas Dobilas-Lindé (1872-1934), deixeble de Benedetto Croce i autor de la novel·la Blūdas ('El deliri', 1912) sobre els fets del 1905.
El 1904 aparegué la nova revista Draugija ('La companyia'), que apareixeria intermitentment fins al 1922, i on escriviren el p. Aleksandras Dambrauskas Adomas Jakštas (1860-1938), autor del drama Aušros sūnūs ('Fills de l'aurora', 1926), i Sofija Ciurlioniene-Kymantaité (1875-1911), esposa de Ciurlionis. L'any 1905, endemés, se celebrà un Congrés d'Escriptors Lituans a Vílnius patrocinat per Juozas Albinas Herbačiuskas (1876-1944), en què proclamaren l'autonomia de l'art i la necessitat de crear formes pròpies. Així es funden les revistes literàries Vaivoryskšte ('Arc de Sant Martí', 1913) i Pirmasis Baras (1915).
L'escriptor lituà més conegut fou Vincas Krėvė-Mickevicius (1882-1954), que veié Lituània lliure i ocupada dos cops, i finalment marxà a l'exili; els seus contes sobre herois són estilitzats i amb un llenguatge quasi popular; com en les seves narracions realistes Skerdžius ('El pastor', 1923), en les seves obres històriques, com Šarūnas, dainavos kunigaikštis ('Sarunas, príncep del Daugava', 1912) tracta de la força secreta interior humana. Altres obres seves, totes en prosa, foren Karaliaus Mindaugo mirtis ('La mort del rei Mindaugas', 1935), Po šiaudine pastoge ('Sota un sostre de palla', 1922-1923) i Dangaus ir žėmes sunus ('Els fills del cel i de la terra', 1949).
Altres destacats contemporanis seus foren Antanas Žukauskas Viennulis (1882-1957), que es va quedar durant l'ocupació soviètica; escriví Kaukazo legendos ('Llegendes del Caucas', 1907), en què és fascinat per l'exotisme, i després drames influïts per Txèkhov, com Puodžiūnkiemis ('La granja Puodžiunas', 1952), en què tracta la col·lectivització agrària. Un altre contemporani seu, Ignas Šeinius Jurkūnas (1889-1959) estigué més influït per les llegendes nòrdiques, com mostra en Kuprelis ('El geperut', 1913), els contes Aš dar karta grižtu ('Jo torno un altre cop', 1937), i en la novel·la Siegfried Immerselbe atsijaunina ('Siegfred Immerselbe es rejoveneix ell mateix', 1934), en què satiritza un nazi que es rejoveneix amb transfusió de sang jueva alhora que perd els seus ideals. Jurgis Savickis (1890-1952) és un altre fi observador de la realitat, mentre que Kazys Boruta (1905-1965) escriu poesia i prosa amb amor apassionat per la vida i un cor rebel, com en Baltaragio Malūnas ('El molí de vent de Baltaragis', 1945) i Duona kasdienine ('Pa quotidià', 1933). Quant a poesia, Jurgis Baltrušaitis (1873-1944), membre del cercle simbolista rus, va introduir aquest estil al país; també hi ha Vincas Mykolaitis-Putinas (1893-1967), professor d'universitat; el simbolista Balys Sruoga (1896-1947), autor de Milžino paunskemė ('L'ombra del gegant', 1932), l'impressionista Benediktas Rutkunas (n. 1907) i Faustas Kirša (n. 1891).

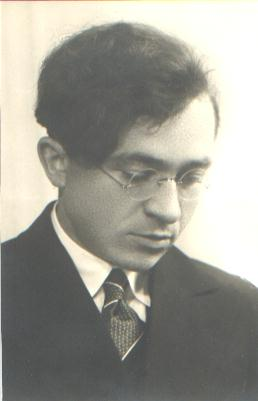
Bernardos Brazdžionis

Durant els anys vint, el moviment de la revista Keturi Vejai ('Quatre vents'), de caràcter futurista, va promoure nous poetes com el futurista Kazys Binkis (1893-1932), Jonas Aistis (1904-1973), influït per la mètrica francesa, i autor d’Užgese chimeros akys ('Els ulls morts de la quimera', 1937) i Bernardos Brazdžionis (1907-2002), d'inspiració cristiana i exiliat el 1945 a Boston, Salis Šemerys (n. 1898), i Juozas Ženge-Zlabis (n. 1899). Juozas Tysliava va emigrar a Nova York el 1929 i hi dirigí el diari Vienybe ('Unitat').
Altres autors no tan coneguts foren Jonas Marčinkevičius (n. 1901), Juozas Paukštelis (n. 1909), F. Neveravičius, Rapolas Mackevičius, lituà de Polònia; K. Jurgelionis: Kaledu Kauke ('Màscara de Nadal'), poeta establert als EUA; Viktoras Katilius, Jonas Šukys, Kazys Jankauskas i Juozas Keliuotis. També cal anomenar el postsimbolista Stasys Santvaras (1902); Mykolas Vaitkus (n. 1883); Motiejus Gustaitis (1870-1927), Edmundas Steponaitis (1892-1908), Zigmas Géle-Gaidamavičius (1892-1912); el poeta romàntic Liudas Gira (n. 1886), el neosimbolista Jonas Kossu-Alexandravičius (n. 1904); Antanas Miškinis (1905-1983), Stasys Anglickis, Jonas Graičiunas (n. 1903), Kazys Inčiura (n. 1906), Gražynas Tulauskaitė, Petras Vaičiunas (n. 1890), el dramaturg Juozas Petrulis, autor de Prieš rove ('Contra corrent', 1936) i els narradors Juozas Švaistas-Balčiunas, Petras Tarulis Petrenas, Vytautas Alantas-Jakševičius, Kazys Puida i O. Pleiryte-Pudienė: Vaidulutė ('La vestal').

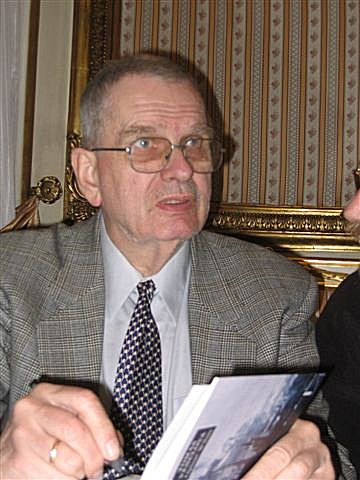
Tomas Venclova

Per la seva banda, els esquerrans i comunistes formaren el Trecias Fronte ('Tercer Front'), amb la poeta Salomeja Bačinskaitė Neris (1904-1945), Piatras Cvirka (1909-1947) amb Žemė maintintoja ('Terra provisora', 1935), en què denuncia l'opressió d'un pagès, Ieva Simonaitytė (1897-1978), amb estil de realisme socialista; Teofilis Telvytis (1903), Antanas Venclova, Antanas Vaičiulaitis (1906), que des del 1941 s'establí als EUA, Antanas Gustaitis (1907), el poeta decadent Juozas Albinas Herbaciauskas (1876-1944), Jonas Grinius (n. 1901) i Liudas Dovydenas (n. 1906).
Molts escriptors lituans marxaren a l'exili el 1941, i continuaren publicant; entre els més destacats trobem Vincas Ramonas (1905-1985), el novel·lista sardònic Aloyzas Baronas (1917); Marius Katiliškis (1915-1980) i Henrickas Radauskas (1910-1970), escriptor multifacètic establert a Chicago. El 1952 un grup d'artistes lituans exiliats fundaren el grup Žeme ('Terra'), del qual formaren part els poetes Kazys Bradūna (1917), director de la revista Literaty Folios, Henrickas Nagys (1920-1996), autor de Mėlybas sniegas ('La neu blava', 1961); Vytautas Mačernis (1920-1945); el poeta filosòfic Alfonsas Čipkus Nyka-Niliūnas (1919), el narrador Algirdas Landsbergis (1925); l'existencialista Antanas Škėma (1911-1961), el dramaturg Kostas Ostrauskas (1926), influït per Ionesco i Beckett, sardònic i obsessionat per la mort; Algimantas Mackus (1932-1964), Zina Katiliškienė amb Liūnė Sutema (1927), Jonas Mekas (1922); Venancijus Ališas (1908), Leonardas Andriekus (1914), els narradors Pulgis Andriušis (1907), Neli Mazalaitė (1907), Alė Nakaitė (1915), Petronėlė Orintaitė (1905) i Stasius Budavas (1908-1966).

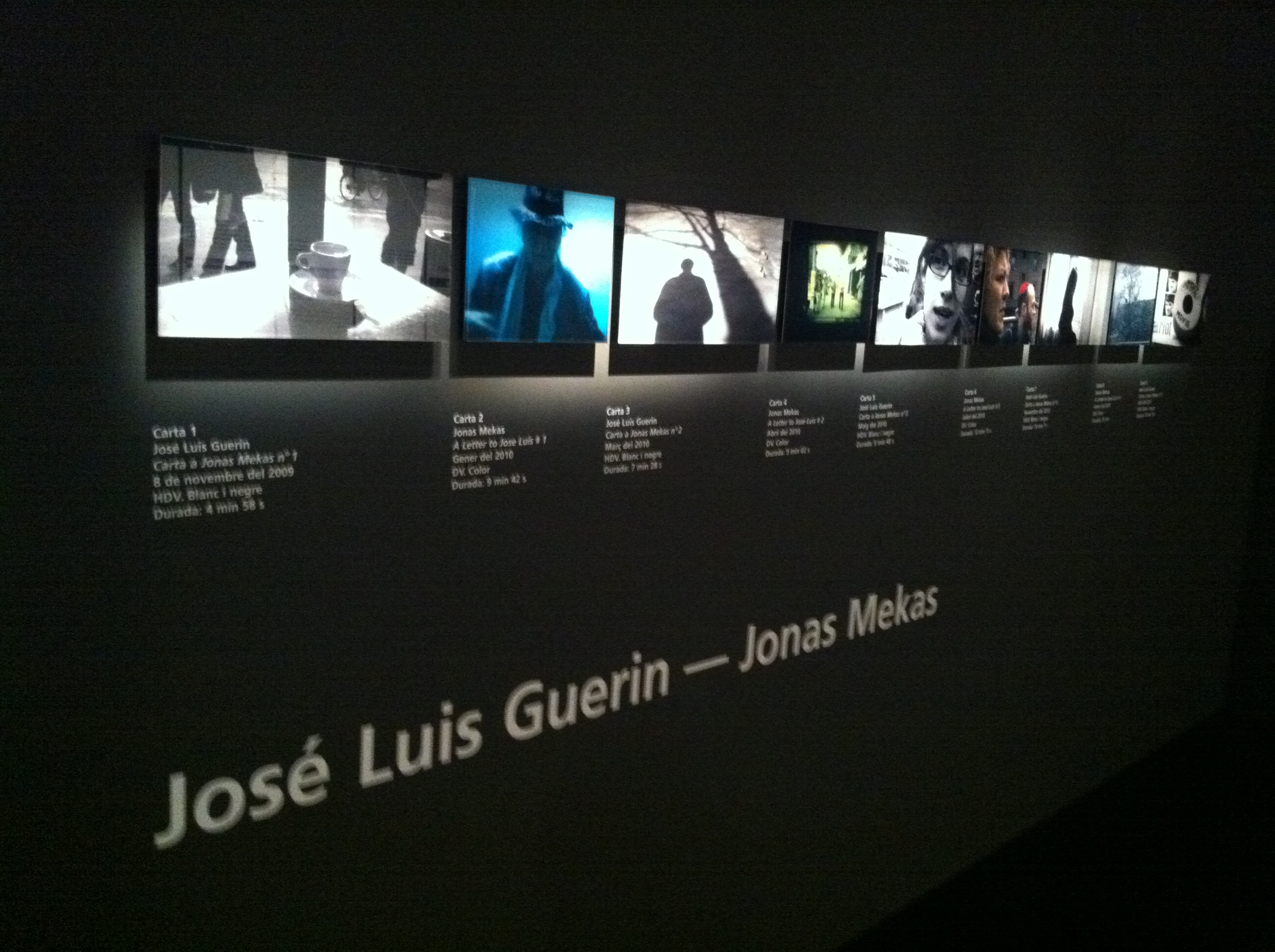
Exposició al CCCB el 2011 amb Jonas Mekas

Pel que fa als autors de l'interior de l'URSS, durant els primers anys només destacarien Augustinas Gričius, Julius Buteras, Albinas Zukauskas, Justas Palemonas, Vladas Mozuriunas, Borisas Daugaviestis, Stepas Zobarskas, autor de Savame krašte ('Al país nadiu', 1946), Juozas Baltusis, autor de Parduotas vasaras ('Estius canviats', 1957) i Vytautas Sijiros-Gira (1911). El desglaç del 1956 permeté l'aparició de nous autors. El principal en fou Eduardas Mieželaitis (1919), vell comunista deixeble del Tercias Frontas, director del diari Komjaunimo Tiesa i des del 1959 cap de la Unió d'Escriptors Lituans, autor de Žmogus ('Home', 1962), influït per Walt Whitman, en què manifesta un optimisme còsmic; Justinas Marcinkevičius (1930), poeta i dramaturg de temàtica tràgica, com en Kraujas ir pelenai ('Sang i cendres', 1960) sobre la destrucció provocada pels nazis. El vell narrador realista Juozas Grušas (1901-1986), el seu deixeble Kasys Saja (1932), conreador de teatre de l'absurd, el prosista Mykolas Sluckis (1928), Icchoras Meras (1934), jueu que fugiria a Israel-Palestina, descriu el patiment dels jueus; Jonas Avyžius (1922) i d'altres.
Entre les noves generacions cal destacar Antanas Paškevicius (1922), la poeta romàntica Janina Degutytė (1928), el poeta òrfic Sigitas Geda (1943), Judita Vaičiūnaitė (1937), que mitificà la vella Vílnius, Tomas Venclova (1937) i Antanas Ramonas (1947-1993) amb l'assaig Ramybes kalva ('El turó de la calma').